# Turid Arndt
Turid Arndt (* 4. März 1981 in Schwedt/Oder) ist eine ehemalige deutsche Handballtorfrau.

## Karriere

### Im Verein
Arndt begann das Handballspielen beim SSV PCK Schwedt und wechselte mit 16 Jahren zum Frankfurter Handball Club, wo sie gleich im ersten Jahr zu regelmäßigen Einsätzen in der Bundesliga kam.
Im Jahr 2000 unterzeichnete sie einen Vertrag bei DJK/MJC Trier, mit dem sie 2003 deutscher Meister wurde. Die 1,80 m große Torhüterin sah dann allerdings in Trier neben Alexandra Gräfer und Daniela Vogt keine sportliche Perspektive mehr und schloss sich der HSG Blomberg-Lippe an, von wo aus sie ein Jahr später zum Zweitligisten SVG Celle wechselte. Dort spielte sie bis zur Saison 2008/09, in der der SVG Celle Meister der 2. Bundesliga Nord wurde und den Aufstieg in die 1. Bundesliga erreichte. Schon vor dem Aufstieg stand fest, dass sie nach der Saison 2008/09 zum SC Markranstädt wechseln würde, der damals in der 2. Bundesliga Süd spielte. Nachdem der SC Markranstädt den selbst angestrebten Aufstieg in die 1. Bundesliga allerdings verpasste, meldete der Verein Insolvenz an. Der Wechsel zerschlug sich und Turid Arndt wechselte zur Saison 2009/10 zur SG Handball Rosengarten. Dort gewann sie ebenfalls die Meisterschaft der 2. Bundesliga Nord und feierte den Aufstieg in die 1. Bundesliga. Im Sommer 2014 kehrte sie nach 5 Jahren nach Celle zurück und beendete dort am 14. Mai 2016 ihre aktive Laufbahn. 2018 half Arndt für ein paar Spiele beim Landesligisten MTV Auhagen aus.

### In der Nationalmannschaft
Turid Arndt hat sieben A-Länderspiele absolviert und stand im Aufgebot der Weltmeisterschaft 1999, die in Dänemark und Norwegen stattfand. Neben der Deutschen Meisterschaft 2003 gewann sie im Sommer 1999 Bronze bei der Jugend-Europameisterschaft in Deutschland und 2001 Silber bei der Juniorinnen-Weltmeisterschaft in Ungarn.